# Olustee
Olustee – miasto w Stanach Zjednoczonych, w stanie Oklahoma, w hrabstwie Jackson.